# خسوس کابررو
خسوس کابررو (انگلیسی: Jesús Cabrero؛ زادهٔ ۲۸ ژوئیهٔ ۱۹۸۱) بازیکن فوتبال اهل اسپانیا است.
از باشگاه‌هایی که در آن بازی کرده‌است می‌توان به باشگاه ورزشی رئال مایورکا، باشگاه فوتبال رکریتیوو اوئلوا، باشگاه فوتبال اوئسکا، باشگاه فوتبال آلباسته بالومپیه، و باشگاه فوتبال پومفرادینا اشاره کرد.
وی همچنین در تیم‌های ملی فوتبال زیر ۱۷ سال اسپانیا، زیر ۱۸ سال اسپانیا، و زیر ۲۰ سال اسپانیا بازی کرده‌است.